# Hinderlaag bij Warrenpoint
De hinderlaag bij Warrenpoint was een aanval uitgevoerd door de Provisional Irish Republican Army (IRA) op een konvooi van het Britse leger op 27 augustus 1979. De South Armagh Brigade van de IRA liet vlakbij Narrow Water Castle twee bermbommen afgaan. De eerste bom was gericht op het konvooi. De tweede bom was gericht op de versterkingen en de commandopost van het Britse leger, dat was opgezet om het afhandelen van de gevolgen van de eerste explosie te coördineren. Achttien militairen kwamen bij de hinderlaag om het leven; meer dan 20 militairen raakten gewond. Het was daarmee de dodelijkste aanval op het Britse leger tijdens de Troubles.

## De hinderlaag
De hinderlaag vond plaats op de A2 bij Narrow Water Castle, vlak buiten het dorp Warrenpoint. Het kasteel en de weg liggen aan de rivier de Newry, die de grens tussen Ierland en Noord-Ierland vormt. De Ierse kant van de grens bood een ideale plaats voor een overval, door de dichte bebossing en het feit dat het Britse leger de overvallers niet Ierland in zou achtervolgen.

### De eerste explosie
Op 27 augustus reden een Land Rover en twee trucks van het Britse leger, met daarin soldaten van het 2nd Battalion, Parachute Regiment, over de A2 van de barakken in Ballykinlar naar Newry. Het Britse leger maakte normaal gesproken geen gebruik van de weg omdat de ligging van de weg, vlak langs de Ierse grens, als te gevaarlijk werd beschouwd. Desondanks maakte het Britse leger soms gebruik van de weg, om een zekere mate van onvoorspelbaarheid over de bewegingen van het Britse leger te behouden. Om 16:40 ontplofte een bom van 362 kilo, gemaakt van kunstmest en verborgen onder hooibalen op een trailer. De bom werd op afstand ontstoken door IRA leden die vanaf de Ierse kant van de grens de weg observeerden. De laatste truck van het konvooi werd door de explosie getroffen en op z'n kant geworpen. Zes militairen kwamen door de explosie om het leven.

### De tweede explosie
De IRA had bestudeerd hoe het Britse leger reageerde op bomaanslagen, en voorspelde correct dat ze een commandopost op zouden zetten bij een stenen poort aan de andere kant van de weg. Op die plek ontplofte 32 minuten na de eerste bom een tweede bom, ook van 362 kilo. De bom explodeerde op het moment dat de helikopter met gewonden van de eerste explosie opsteeg. De helikopter raakte beschadigd, maar stortte niet neer.
Twaalf militairen kwamen bij de tweede explosie om het leven: tien militairen van het Parachute Regiment, en twee van de Queen's Own Highlanders.

## Nasleep
De aanslag vond plaats op dezelfde dag als de aanslag op Lord Mountbatten. Republikeinen zagen de aanslag als vergelding voor Bloody Sunday, waar het Parachute Regiment bij betrokken was. In Belfast verscheen na de aanslag graffiti met de tekst Thirteen dead but not forgotten. We got 18 and Mountbatten ('Dertien dood maar niet vergeten. Wij hebben er achttien en Mountbatten'), verwijzend naar de dertien doden die vielen tijdens Bloody Sunday, en de achttien doden die vielen bij de aanval bij Warrenpoint.